# 8. Międzynarodowy Festiwal Filmowy w Berlinie
Nagrody przyznane na festiwalu filmowym w Berlinie w roku 1958
| Nagroda (kategoria)                                                | Zdobywca nagrody                        | Kraj                                   |
| Międzynarodowe Jury filmów fabularnych                             | Międzynarodowe Jury filmów fabularnych  | Międzynarodowe Jury filmów fabularnych |
| ------------------------------------------------------------------ | --------------------------------------- | -------------------------------------- |
| Złoty Niedźwiedź                                                   | Tam, gdzie rosną poziomki               | Szwecja                                |
| Srebrny Niedźwiedź dla najlepszego reżysera                        | Tadashi Imai za film Młodzieńcza miłość | Japonia                                |
| Srebrny Niedźwiedź dla najlepszej aktorki                          | Anna Magnani za Dziki jest wiatr        | USA                                    |
| Srebrny Niedźwiedź dla najlepszego aktora                          | Sidney Poitier za Ucieczka w kajdanach  | USA                                    |
| Srebrny Niedźwiedź - nagroda nadzwyczajna jury                     | Do ankhen barah haath                   | Indie                                  |
| Międzynarodowe Jury filmów dokumentalnych i krótkometrażowych      |                                         |                                        |
| Złoty Niedźwiedź (film dokumentalny)                               | Perri                                   | USA                                    |
| Srebrny Niedźwiedź (film dokumentalny)                             | Traumstraße der Welt                    | RFN                                    |
| Złoty Niedźwiedź (film krótkometrażowy)                            | La lunga raccolta                       | Włochy                                 |
| Srebrny Niedźwiedź - nagroda specjalna (film krótkometrażowy)      | Glas                                    | Holandia                               |
| Srebrny Niedźwiedź - nagroda specjalna jury (film krótkometrażowy) | Königin im Frauenreich                  | Szwajcaria                             |

## Jury
W skład jury wchodzili:

### Międzynarodowe Jury filmów fabularnych
- Frank Capra (USA)
- Gerhard T. Buchholz (RFN)
- Duilio Coletti (Włochy)
- Willy Haas (RFN)
- Gerhard Lamprecht (RFN)
- Jean Marais (Francja)
- L.B. Rao (Indie)
- Leopold Reitemeister (RFN)
- Raul Rotha (Wielka Brytania)
- Michi Tanaka (Japonia)
- J. Novais Teixeira (Brazylia)

### Międzynarodowe Jury filmów dokumentalnych i krótkometrażowych
- Wali ed-Din Sameh (Egipt)
- Günther Birkenfeld (RFN)
- Werner Eisbrenner (RFN)
- A. Forter (Szwajcara)
- A. Koolhaas (Holandia)
- Jan-Olof Olsson (Szwecja)
- Edward Toner (Irlandia)